# Gaétan Camille Thomas Paroletti
Camille Thomas, chevalier de Mayolle, né le 29 décembre 1769 à Turin (Royaume de Sardaigne), mort le 27 février 1826 à Paris), est un général italien de la Révolution et de l’Empire.

## Biographie
Camille Thomas, frère puîné de Victor-Modeste Paroletti, nait à Turin, le 29 décembre 1769. Il est destiné à l'état ecclésiastique par sa famille, et y entre fort jeune. Mais il renonce à cet état lorsque le général Bonaparte fait sa première entrée en Italie. Il saisit avec empressement cette occasion pour renoncer aux ordres et se livrer à la profession des armes, dans laquelle il obtient un avancement rapide. 
Nommé capitaine le 1er janvier 1797, et chef de bataillon le 2 avril 1799, dans l'armée cisalpine, il retourne en Piémont, au service de la république piémontaise, avec le grade de colonel le 25 mars 1801 et le titre d'adjudant-commandant le 3 avril 1802. Le roi de Sardaigne a alors perdu ses États de terre-ferme.
Il est ensuite employé avec le même grade dans l'armée révolutionnaire française, lorsque le Piémont est réuni à la France. Il se fait remarquer par son courage et ses talents militaires pendant les campagnes d'Italie. Il sert dans la campagne de 1809 en Autriche, où il est blessé et fait prisonnier.
Après son échange, il sert avec la même distinction en Espagne et est élevé au grade de général de brigade par décret du 26 septembre 1813. Il passe en Allemagne avec le corps d'armée du Maréchal Gouvion-Saint-Cyr, et se trouve avec lui dans toutes les affaires de la campagne désastrueuse de 1813, en Saxe, ainsi qu'à la capitulation de Dresde, conclue le 11 novembre, et méconnue quelques jours après par les alliés.
Rentré en France après la première Restauration, le général Paroletti est maintenu dans son grade par le roi, et fait chevalier de Saint-Louis le 24 septembre 1814, naturalisé le 15 novembre 1814 il passe officier de la Légion d'honneur le 17 janvier 1815.
Pendant les Cent-jours en 1815, il commande dans le département de la Haute-Loire.
Mis à la demi-solde, après la seconde Restauration, il habite avec son frère Victor-Modeste Paroletti, à Paris jusqu'à sa mort le 27 février 1826.

### Vie familiale
Le 21 juillet 1797, il épouse Rose Biandra à Turin. Le couple a une fille Adèle en 1804 qui épouse Alexandre Goussard, inspecteur des douanes. Leur fils Alfred Charles né en 1832 prend le nom de Goussard de Mayolle en 1878.
Camille Thomas, chevalier de Mayolle, était le frère puîné de Victor-Modeste Paroletti

## États de service
- Chef de bataillon dans l'armée cisalpine ;
- Colonel et adjudant-commandant au service de la république piémontaise (an IX) ;
- Employé avec le même grade dans l'armée révolutionnaire française ;
- Adjudant-général Chef de brigade (25 mars 1801) ;
- Fait prisonnier par les Autrichiens (1809) ;
- Général de brigade par décret du 26 septembre 1813.
- Commandant dans le département de la Haute-Loire 1815.

## Campagnes
- Campagnes d'Italie ;
- Campagne d'Allemagne et d'Autriche (1809) ;
- Campagne d'Espagne ;
- Campagne de Saxe (1813) :
  - Capitulation de Dresde.

## Blessures
- Blessé en 1809.

## Décorations
- Légion d'honneur :
  - officier de la Légion d'honneur le 17 janvier 1815 ;
- Ordre royal et militaire de Saint-Louis :
  - Chevalier de Saint-Louis le 24 septembre 1814.

## Titres
- Chevalier de Mayolle (19 mars 1812) [1].